# Pareherwenemef (Ramesses III)
Pareherwenemef, còn viết là Prehirwenemef, là một vương tử của pharaon Ramesses III thuộc Vương triều thứ 20 trong thời kỳ Ai Cập cổ đại.

## Thân thế
Do Ramesses III xem Ramesses II tiền nhiệm là hình mẫu nên ông cũng đặt tên các con mình theo tên các con trai của Ramesses II. Pareherwenemef này được đặt theo tên của vương tử Pareherwenemef, con trai thứ 3 của Ramesses II nhưng đã qua đời trước vua cha.
Khaemwaset được biết đến qua phù điêu đám rước các vương tử trên đền thờ Ramesses III ở Medinet Habu. Pareherwenemef, cùng với một vương tử khác là Khaemwaset, đều được gọi là Con trai cả của Nhà vua. Có thể đây là một danh hiệu trao cho những người con đầu lòng của hai hậu phi khác nhau. Tuy là những người con lớn nhưng lại không kế vị, cho thấy họ đều đã sớm qua đời dưới thời vua cha.
Trên tường mộ, Pareherwenemef được phong tước hiệu Xa phu đàn ngựa của Nhà vua. Có thể đây không chỉ là một tước hiệu truy phong mà còn là một chức quan thực tế, cho thấy Pareherwenemef qua đời khi đã trưởng thành.

## Lăng mộ QV42
QV42 là lăng mộ duy nhất của Vương triều thứ 20 mà phòng đặt quách có các cột với mái vòm bán nguyệt. Đáng chú ý, bích họa trên tường còn thể hiện một vị vương hậu không rõ tên. Có thể thấy, QV42 ban đầu có thể được xây cho một hậu phi, nhưng đã được Pareherwenemef sử dụng.
Lối dốc vào lăng mộ dẫn xuống một hành lang dài, hai bên tường trang trí phù điêu Pareherwenemef cầm quạt lông chim và đứng sau vua cha Ramesses III, người đang thực hiện các nghi lễ cúng tế nhiều vị thần. Hành lang dẫn vào phòng đặt quách có 4 cột trụ được trang trí hình ảnh các thần. Đặc biệt, tường phòng phía đông mô tả hình ảnh một hậu phi đang dâng lễ cho thần Osiris. Người này có thể là mẹ của Pareherwenemef, vì nhiều tượng ushabti của một vương hậu tên Minefer được tìm thấy trong QV42 và phía trước lăng QV45. Vương hậu Minefer cũng chỉ được biết đến với tước hiệu Thân mẫu của Nhà vua ghi trên một trong các tượng ushabti của bà.